# Róma látványa a Szent Angyal híddal és az Angyalvárral
A Róma látványa a Szent Angyal híddal, az Angyalvárral és a Szent Péter-bazilika kupolájával Jean-Baptiste Camille Corot festménye, amely a Fine Arts Museum of San Francisco gyűjteményének része.
Corot munkássága meghatározó befolyással volt a 19. századi tájképfestészetre, és kitaposta az utat a század utolsó harmadában megjelenő impresszionizmus előtt. Habár tájképei karaktere megfelelt a hivatalos párizsi szépművészeti élet klasszicizáló elvárásainak, az azokhoz a szabadban készített tanulmányfestményei frissebbek, a fény és az atmoszféra megjelenítésére érzékenyebbek, könnyedebb ecsetkezelésűek, mint a hagyományos alkotások. A Róma látványa a Szent Angyal híddal, az Angyalvárral és a Szent Péter-bazilika kupolájával az egyik legismertebb darabja ezeknek a képeknek.
Corot első, 1826 és 1828 közötti itáliai utazásán készítette. A nézőpont, amelyet választott, látszani engedi az Angyalvárat, a Teverét, a folyó felett átívelő Szent Angyal hidat és a háttérben a Szent Péter-bazilika hatalmas kupoláját. Ez a nézőpont már jóval a francia festő itáliai útja előtt népszerű volt a művészek között, megörökítette például Francesco Guardi is nagyjából negyven évvel korábban A római Angyalvár ábrándos látványa című festményén.
A festményt a szerkesztés és az egyszerűsítés jellemzi, az emberek és a festői részletek szinte teljesen hiányzanak róla. A vár és a vele szemben, a túlparton álló épületek tömbje, a kupola ellensúlyozza a hosszú, horizontálisan futó hidat. Ezt a szimmetriát vertikálisan ismétli meg tükörképük a Tevere felszínén.